# Baltasar Rull Villar
Baltasar Rull Villar (Onda, Castellón, 9 de octubre de 1901-Valencia, 5 de julio de 1985) fue un político valenciano de Onda. Estudió derecho en la Universidad de Valencia y en la Universidad Complutense de Madrid. Ejerció como juez, hasta 1936, en Chelva, Segorbe, Alcira y Castellón de la Plana. Al acabar la guerra civil española fue nombrado jefe de la secretaría política de la Secretaría General del Movimiento Nacional, y más tarde magistrado de la Audiencia de Valencia. En 1943 fue nombrado cronista oficial de Onda, y al año siguiente la Corporación Local le nombra "Hijo Meritísimo de Onda".
De junio de 1951 a febrero de 1955 fue nombrado alcalde de Valencia y procurador en Cortes en el mismo periodo, y su mandato se caracterizará por los primeros tímidos intentos de ordenación urbana. En 1960 será nombrado magistrado de la Sala Civil del Tribunal Supremo hasta su jubilación. En 2008 su familia donó al Ayuntamiento de Onda su colección de documentos antiguos.